# Kuštrin
Kuštrin je priimek več znanih Slovencev:
- Igor Kuštrin (*1960), strojnik, energetik
- Jože Kuštrin, novinar
- Jure Kuštrin, fotograf
- Jurij Kuštrin (*1940), politik
- Katja Kuštrin (*1981), pesnica, literatka, blogerka
- Konrad Kuštrin (*1954), zdravnik in sindikalni voditelj
- Majda Kuštrin Marolt (1939-1991), zdravnica ginekologinja
- Tanja Kuštrin, sopranistka
- Zala Kuštrin, nogometašica